# Венцислав Инкьов
Венцислав Владимиров Инкьов е български шахматист и шахматен съдия. Става международен майстор през 1977 г. и гросмайстор през 1982 г. През юли 1983 г. достига  най-високото си място в световната ранглиста - 77-мо. Най-високият му ЕЛО рейтинг е 2538 и е достигнат през юли 2006 г.

## Кариера
Инкьов е шампион на България по шахмат през 1982 г. Участва в 6 шахматни олимпиади, където изиграва 54 партии (19 победи, 21 равенства и 14 загуби), както и в 8 балканиади по шахмат през периодите 1978 – 1982 и 1985 – 1988 г.
Правилата на играта научава в детските си години, а организирано започва да се занимава в пионерския дом в родния си град Дупница при треньора кмс Любен Константинов.
На голямата шахматна сцена дебютира през 1972 г. на ХV републиканско индивидуално първенство за юноши. Малко очаквано за дебютант, но не и с оглед на показаното той печели първото място със 7,5 т. от 9 [+6=3 – 0] и става републикански шампион. На първенствата за юноши (в този период първенствата за юноши са се провеждали само в една възрастова група до 20 г.) е играл 5 пъти, като в 4 от тях е бил шампион – национален рекорд. През 1972 г. става балкански юношески шампион с 3 т. от 4. Същата година дебютира и на Европейското индивидуално първенство в Гронинген (Холандия), където съвсем малко не му достига да бъде в първата десетка. На следващата година вече е втори и печели сребърен медал. През същата, 1973 г. дебютира и на финалите за мъже, където разделя 10 – 11 място с 6,5 т. от 15 [+5=3 – 7]. Премества се да живее в София и продължава усъвършенстването си под ръководството на мм Олег Нейкирх. През 1975 г. на световното първенство за юноши в Тиентище (Югославия) заема 4 място.
През 1977 г. при четвъртото си участие на финалите за републиканско първенство за мъже разделя 1 – 2 място с гм Иван Радулов, но остава със сребърен медал, тъй като губи допълнителния мач за титлата с 1:2. Включен е в националния отбор през 1978 г. и записва първото си участие на Олимпиада – Буенос Айрес (Аржентина). Участва общо на 6 олимпиади, в които е изиграл 54 партии [+19=21 – 14]. Два пъти е играл и на финалите на Европейското отборно първенство. Много добър отборен състезател.
През 1978 г. е утвърден за международен майстор, а през 1982 г. за гросмайстор.
На финалите на републиканските първенства за мъже е играл 17 пъти. През 1980 г. отново разделя 1 – 2 място с гм Иван Радулов и отново остава втори, след като губи мача за титлата с 1,5:2,5. През 1982 г. за пореден път разделя 1 – 2 място, но този път с гм Валентин Луков. Печели мача за титлата с 2:1 и става републикански шампион.
Като шампион и призьор в републиканските първенства е участвал в 3 зонални турнира за световно първенство. Най-добре се представя на турнира във Варшава (Полша) през 1987 г., където заема 2 място със 7 т. от 11 и се класира за участие в Междузоналния турнир в Загреб (Югославия) през същата година (13 място). Победител или призьор е в десетки международни турнири.

### Турнирни резултати
- 1972 – София, България, Републикански юношески шампион до 20 г.
- 1973 – София, България, Републикански юношески шампион до 20 г.
- 1975 – Гронинген, Холандия, Европейско първенство за юноши (2 място)
- 1975 – Тиентище, Югославия, Световно първенство за юноши (3 – 4 място)
- 1975 – Кюстендил, България,Републикански юношески шампион до 20 г.
- 1976 – Ловеч, България, Републикански юношески шампион до 20 г.
- 1977 – Приморско, България (2 място)
- 1978 – Лодз, Полша (1 място)
- 1980 – Банкя, България (1 – 2 място)
- 1981 – Перник, България (1 – 4 място)
- 1982 – Тимишоара, Румъния (1 – 2 място)
- 1983 – Сочи, Русия (3 място)
- 1983 – Ниш, Югославия (1 – 2 място)
- 1984 – Пловдив, България (2 – 3 място)
- 1985 – Варна, България (1 – 3 място)
- 1987 – Варна, България (2 място)
- 1987 – Варшава, Полша (2 място зонален турнир)
- 1990 – Гаусдал, Норвегия (1 място)
- 1994 – Маси, Франция (1 място)
- 1995 – Авоан, Франция (1 място)
- 1998 – Скопие, Северна Македония (1 – 2 място)
- 1998 – Гевгелия, Северна Македония (1 място)
- 1999 – Клиши, Франция (1 – 2 място)
- 2000 – Робекето кон Индуно, Италия (1 място)
- 2000 – Арко, Италия (2 място)
- 2001 – Планкоет, Франция (1 място)
- 2001 – Риека, Хърватия (1 – 2 място)
- 2002 – Льо Туке, Франция (1 място)
- 2002 – Париж, Франция (2 – 3 място)
- 2003 – Бад Нойщадт, Германия (1 място)
- 2004 – Гингам, Франция (1 място)
- 2005 – Утрехт, Нидерландия (1 място)
- 2005 – Монт де Марсан, Франция (1 място)
- 2006 – Швабиш Гмюнд, Германия (1-3 място)
- 2006 – Дитцинген, Германия (1 място)
- 2007 – Тарб, Франция (1-4 място)
- 2008 – Бишвилер, Франция (1 място)
- 2008 – Сан Себастиан, Испания (1 място)
- 2008 – Фюнан, Франция (1-2 място)
- 2009 – Тарб, Франция (1 място)
- 2010 – Кап Даг, Франция (1-3 място)
- 2011 – Рен, Франция (1-2 място)
- 2011 – Шатору, Франция (1 място)
- 2012 – Золинген, Германия (1 място)
- 2012 – Локри, Италия (1 място)
- 2012 – София, България (1 място на ДИП по ускорен шах)
- 2014 – Золинген, Германия (1 място)
- 2014 – Монпелие, Франция (1 място)
- 2015 – Ливорно, Италия (1 място)
- 2016 – Рошфор, Франция (1 – 3 място)
- 2017 – Хенеф, Германия (1 място)
- 2018 – Сан Анджело, Италия (1 място)
- 2018 – Вертер, Германия (1 място)
- 2019 – Зулцфелд, Германия (1 място)

### Шахматни олимпиади
| Година | Организатор  | Отбор    | Класиране (отборно) | Дъска         |
| 1978   | Буенос Айрес | България | 13                  | Втора резерва |
| 1982   | Люцерн       | България | 6                   | Четвърта      |
| 1984   | Солун        | България | 9                   | Трета         |
| 1986   | Дубай        | България | 6                   | Втора         |
| 1988   | Солун        | България | 24                  | Трета         |
| 1990   | Нови Сад     | България | 14                  | Втора         |

### Европейски първенства
| Година | Организатор | Отбор    | Класиране (отборно) | Дъска |
| 1980   | Скара       | България | 5                   | Седма |
| 1983   | Пловдив     | България | 6                   | Трета |
| 1989   | Хайфа       | България | 5                   | Трета |

Наред със състезателната си дейност Венцислав Инкьов се изявява като добър организатор и шахматен общественик.
Бил е председател на Съвета на гросмайсторите (1987 – 1992); в продължение на 2 мандата е председател на Експертния съвет към БФШ.
Той е един от основателите на ШК „Дупница“ през 1991 г. и негов председател в продължение на 2 мандата.
През 2009 г. е утвърден за съдия на ФИДЕ (Международната шахматна федерация), а през 2011 г. получава най-високото съдийско звание – международен съдия. Главен съдия е на десетки национални и международни турнири и се налага като един от най-авторитетните български шахматни съдии.
Ето някои от турнирите, които е ръководил като съдия:
- 2003 г. Опен – Боровец, България
- 2005 г. 69-и Финал за мъже – Плевен, България
- 2005 г. ДИП по ускорен шах за мъже и жени – Дупница, България
- 2007 г. Мемориал Кесаровски-Георгиев – Слънчев бряг, България
- 2008 г. Държавно студенско първенство – София, България
- 2008 г. Мемориал Кесаровски-Георгиев – Слънчев бряг, България
- 2009 г. Държавно студенско първенство – София, България
- 2008 г. 41-во Отборно първенство за жени – Боровец, България
- 2008 г. 58-о Отборно първенство за мъже – Боровец, България
- 2009 г. Опен – Албена, България
- 2009 г. Мемориал Кесаровски-Георгиев – Слънчев бряг, България
- 2010 г. Държавно студенско първенство – София, България
- 2010 г. Мемориал Кесаровски-Станчев – Слънчев бряг, България
- 2010 г. 60-о Отборно първенство за мъже – Албена, България
- 2010 г. 43-то Отборно първенство за жени – Албена, България
- 2010 г. Опен – Албена, България
- 2010 г. 59-и Финал за жени – Дупница, България
- 2010 г. Балкан Гранд При – Плевен, България
- 2011 г. Мемориал Кесаровски-Станчев – Слънчев бряг, България
- 2011 г. Опен – Албена, България
- 2011 г. 61-во Отборно първенство за мъже – Албена, България
- 2011 г. 44-то Отборно първенство за жени – Албена, България
- 2011 г. Държавно студенско първенство – София, България
- 2012 г. Мемориал Кесаровски-Станчев – Слънчев бряг, България
- 2012 г. 76-и Финал за мъже – Панагюрище, България
- 2012 г. 61-ви Финал за жени – Панагюрище, България
- 2012 г. Опен – Златни пясъци, България
- 2012 г. Европейско индивидуално първенство за мъже – Пловдив, България
- 2013 г. Мемориал Кесаровски-Станчев – Слънчев бряг, България
- 2013 г. Карпош Опен – Скопие, Северна Македония
- 2014 г. Мемориал Кесаровски-Станчев – Слънчев бряг, България
- 2014 г. Карпош Опен – Скопие, Северна Македония
- 2015 г. Мемориал Любен Константинов – Дупница, България
- 2015 г. Мемориал Димитър Георгиев – Петрич, България
- 2015 г. Карпош Опен – Скопие, Северна Македония
- 2017 г. Мемориал Димитър Георгиев – Петрич, България
- 2018 г. Опен – Добринище, България
- 2019 г. Опен – Камена, България
- 2019 г. Опен – Чучулигово, България
- 2023 г. Опен – Сандански, България
- 2024 г. Опен – Сандански, България

## Галерия
- Първа титла от Републиканско юношеско първенство (1972 г.)
- Републиканско юношеско първенство (1974 г.)
- Мач ЦСКА-Хонвед в Будапеща (1982 г.)
- Мач ЦСКА-Хонвед в Будапеща (1982 г.)
- Републиканско първенство за мъже в София (1985 г.)
- Открит турнир в Курт, Швейцария (2005 г.)
- Открит турнир в Локри, Италия – 1-во място (2012 г.)
- Държавно първенство по ускорен шах, София – 1-во място (2012 г.)
- Открит турнир в Швабиш Гмюнд, Германия (2006 г.)
- Открит турнир в Монпелие, Франция (2013 г.)
- Открит турнир в Алба Юлия, Румъния (2016 г.)
- Открит турнир в Падерборн, Германия (2015 г.)
- Открит турнир в Алба Юлия, Румъния – церемония по закриването (2016 г.)
- Открит турнир по ускорен шах в Монпелие, Франция – 1-во място (2013 г.)